# Serra Caiada
Serra Caiada este un oraș în Rio Grande do Norte (RN), Brazilia.